# 4593 Reipurth
4593 Reipurth eller 1980 FV1 är en asteroid i huvudbältet som upptäcktes den 16 mars 1980 av den svenske astronomen Claes-Ingvar Lagerkvist vid La Silla-observatoriet i Chile. Den är uppkallad efter den danske astronomen Bo Reipurth.
Asteroiden har en diameter på ungefär 12 kilometer och den tillhör asteroidgruppen Eos.